# Lista de primeiros-ministros da Estônia
O Primeiro-ministro da Estônia (estoniano: Eesti Vabariigi Peaminister) é o Chefe de governo da República da Estônia. O primeiro-ministro é escolhido pelo Presidente e confirmado pelo Parlamento. Ele é normalmente o líder do maior partido ou coalizão do Parlamento. O atual Primeiro-ministro é Kristen Michal, que assumiu o cargo em 23 de julho de 2024, representando o Partido Reformista Estoniano (Eesti Reformierakond).
A atividade de governo é conduzida pelo Primeiro-ministro, que é o atual chefe político do Estado. Ele não comando apenas um ministério em particular, mas é, de acordo com a constituição, o supervisor do trabalho do governo. A importância e o papel do Primeiro-ministro no governo e sua relação com outros ministros dependem freqüentemente da posição do partido liderado pelo primeiro-ministro no vis-à-vis com os membros da coalizão, e o quanto de influência o primeiro-ministro possui dentro do seu próprio partido. Se o primeiro-ministro tem uma posição forte dentro do seu partido e o governo é composto apenas por representantes daquele partido, ele pode desfrutar de considerável autoridade. Em todas as questões cruciais para a nação, porém, a palavra final pertence à Riigikogu como o poder legislativo.

## História
A Estônia foi governada por um Primeiro-ministro durante os primeiros dois anos (1918-1920) de sua independência depois da queda do Império Russo.
Sob a constituição da Estônia de 1920, um sistema presidencialista foi adotado com o Chefe de governo da Estônia detendo os poderes do executivo. Sob uma nova constituição, aprovada por plebiscito em 1933, a posição do Primeiro-ministro foi recriada como chefe de governo em 1934, em um sistema parlamentarista. O Chefe de Estado naquela ocasião, Konstantin Päts, se auto-indicou para o cargo de Primeiro-ministro e nesta posição foi então capaz de suspender a eleição para Chefe de Estado e para o Parlamento da Estônia. Ele permaneceu no cargo de Primeiro-ministro, declarando-se "Protetor do Estado", até 1938, quando as eleições foram asseguradas por uma nova constituição e ele foi eleito Presidente.

## Primeiros-ministros

### de 1918 a 1920
|   | Nome                        | Início                  | Término                                      | Partido                       | Coalizão                    |
| 1 | Konstantin Päts             | 24 de fevereiro de 1918 | 26 de novembro de 1918                       | União do Povo Rural           | Sem partido grande coalizão |
| 2 | Konstantin Päts             | 26 de novembro de 1918  | 9 de maio de 1919                            | União do Povo Rural           | Sem partido grande coalizão |
| 3 | Otto Strandman              | 9 de maio de 1919       | 18 de novembro de 1919                       | Partido Estoniano do Trabalho | ESDTP+TE+RE                 |
| 4 | Jaan Tõnisson               | 18 de novembro de 1919  | 28 de julho de 1920                          | Partido do Povo Estoniano     | ESDTP+TE+RE                 |
| 5 | Ado Birk                    | 28 de julho de 1920     | 30 de julho de 1920                          | Partido do Povo Estoniano     | TE+RE+KRE                   |
| 6 | Jaan Tõnisson (segunda vez) | 30 de julho de 1920     | 26 de outubro de 1920                        | Partido do Povo Estoniano     | RE                          |
| 7 | Ants Piip                   | 26 de outubro de 1920   | 21 de dezembro de 1920/25 de janeiro de 1921 | Partido Estoniano do Trabalho | TE                          |

Os primeiros dois governantes foram Conselheiros do País (Maapäeva ou Maanõukogu valitsused); os cinco seguintes foram indicados por eleição direta da Assembléia Constituinte (Asutav Kogu).

### de 1920 a 1934
O chefe de governo era chamado de "Chefe de Estado" (Riigivanem). Ele era o chefe do gabinete cabinet e era eleito pelo parlamento e dependia dele. Sendo assim o seu cargo era bem próximo do de um Primeiro-ministro, embora ele também tivesse algumas responsabilidades de presidente. Um presidente específico não existia; as funções presidenciais eram divididas entre o Chefe de Estado e o Presidente da Câmara dos Comuns do Parlamento. Um governante poderia ser, como ocorreu em 1919-1920, e às vezes era, colocado no cargo por uma maioria simples de votos, e poderia ser removido da mesma maneira.
|    | Nome            | Início                  | Término                 | Partido                                         | Coalizão                       |
| 1  | Konstantin Päts | 25 de janeiro de 1921   | 21 de novembro de 1922  | União dos Fazendeiros                           | TE+PK+RE+KRE                   |
| 2  | Juhan Kukk      | 21 de novembro de 1922  | 2 de agosto de 1923     | Partido Estoniano do Trabalho                   | TE+PK (+RE)                    |
| 3  | Konstantin Päts | 2 de agosto de 1923     | 26 de março de 1924     | União dos Fazendeiros                           | PK+TE+RE+KRE                   |
| 4  | Friedrich Akel  | 26 de março de 1924     | 16 de dezembro de 1924  | Partido das Pessoas Cristãs                     | TE+RE+KRE                      |
| 5  | Jüri Jaakson    | 16 de dezembro de 1924  | 15 de dezembro de 1925  | Partido do Povo Estoniano                       | PK+ESDTP+TE+RE+KRE             |
| 6  | Jaan Teemant    | 15 de dezembro de 1925  | 23 de julho de 1926     | União dos Fazendeiros                           | PK+TE+KRE+AS+RVP               |
| 7  | Jaan Teemant    | 23 de julho de 1926     | 4 de março de 1927      | União dos Fazendeiros                           | PK+AS+RE+KRE+MAJA              |
| 8  | Jaan Teemant    | 4 de março de 1927      | 9 de dezembro de 1927   | União dos Fazendeiros                           | PK+AS+RE+KRE+MAJA              |
| 9  | Jaan Tõnisson   | 9 de dezembro de 1927   | 4 de dezembro de 1928   | Partido do Povo Estoniano                       | PK+AS+TE+RE                    |
| 10 | August Rei      | 4 de dezembro de 1928   | 9 de julho de 1929      | Partido Estoniano dos Trabalhadores Socialistas | ESTP+AS+TE+KRE                 |
| 11 | Otto Strandman  | 9 de julho de 1929      | 12 de fevereiro de 1931 | Partido Estoniano do Trabalho                   | PK+AS+TE+RE+KRE                |
| 12 | Konstantin Päts | 12 de fevereiro de 1931 | 19 de fevereiro de 1932 | União dos Fazendeiros                           | ESTP+PK+RE+MAJA                |
| 13 | Jaan Teemant    | 19 de fevereiro de 1932 | 19 de julho de 1932     | União dos Fazendeiros                           | PK+AS+TE+RE                    |
| 14 | Kaarel Eenpalu  | 19 de julho de 1932     | 1 de novembro de 1932   | Partido Unido dos Camponeses                    | ÜPE+RKE                        |
| 15 | Konstantin Päts | 1 de novembro de 1932   | 18 de maio de 1933      | Partido Unido dos Camponeses                    | Sem partido                    |
| 16 | Jaan Tõnisson   | 18 de maio de 1933      | 21 de outubro de 1933   | Partido de Centro Nacional                      | RKE+AS (+ PK oposição interna) |
| 17 | Konstantin Päts | 21 de outubro de 1933   | 12 de março de 1934     | Partido Unido dos Camponeses                    | Sem partido                    |

#### Legenda
PK - União dos Fazendeiros (Põllumeeste Kogud)

 TE - Partido Estoniano do Trabalho (Eesti Tööerakond)

RE - Partido do Povo Estoniano (Eesti Rahvaerakond)

ESDTP - Partido Estoniano dos Trabalhadores Social-Democratas /Eesti Sotsiaaldemokraatiline Partei; desde 1925 ESTP - Partido Estoniano dos Trabalhadores Socialistas (eesti Sotsialistlik Tööliste Partei

AS - Partido dos camponeses (Asunikud ...)
KRE Partido das Pessoas Cristãs (Kristlik Rahvaerakond)

RVP - Partido Liberal Nacional (Rahvuslik Vabameelne Partei)
MAJA - União das Sociedades de Proprietários de Terras (Üleriiklik Majaomanike Seltside Liit)
ÜPE - Partido Unido dos Camponeses (Ühinenud Põllumeeste erakond), antigos PK+AS 
 RKE - Partido de Centro Nacional (Rahvuslik Keskerakond), antigos RE+TE+KRE+MAJA

Governos de:

1-2 - I Riigikogu

3-6 - II Riigikogu

7-10 - III Riigikogu

11-13 - IV Riigikogu

14-17 - V Riigikogu

### de 1934 a 1937
|  | Nome                          | Início                | Término               | Partido     |
|  | Konstantin Päts (segunda vez) | 24 de janeiro de 1934 | 3 de setembro de 1937 | Sem partido |

### de 1938 a 1940
|   | Nome           | Início                | Término               | Partido                     |
| 6 | Kaarel Eenpalu | 9 de maio de 1938     | 12 de outubro de 1939 | Sem partido                 |
| 7 | Jüri Uluots    | 12 de outubro de 1939 | 21 de junho de 1940   | Associação Nacional         |
| 8 | Johannes Vares | 21 de junho de 1940   | 25 de agosto de 1940  | Partido Comunista Estoniano |

### de 1991 até o presente
|    | Nome                      | Início                 | Término                | Partido                       |
|    | Edgar Savisaar (suplente) | 20 de agosto de 1991   | 29 de janeiro de 1992  | Frente Popular da Estônia     |
|    | Tiit Vähi (suplente)      | 29 de janeiro de 1992  | 21 de outubro de 1992  | (nenhum)                      |
| 9  | Mart Laar                 | 21 de outubro de 1992  | 8 de novembro de 1994  | União Pró Pátria              |
| 10 | Andres Tarand             | 8 de novembro de 1994  | 17 de abril de 1995    | Moderados                     |
| 11 | Tiit Vähi (segunda vez)   | 17 de abril de 1995    | 17 de março de 1997    | Partido Estoniano de Coalizão |
| 12 | Mart Siimann              | 17 de março de 1997    | 25 de março de 1999    | Partido Estoniano de Coalizão |
|    | Mart Laar (segunda vez)   | 25 de março de 1999    | 28 de janeiro de 2002  | União Pró Pátria              |
| 13 | Siim Kallas               | 28 de janeiro de 2002  | 10 de abril de 2003    | Partido Reformista Estoniano  |
| 14 | Juhan Parts               | 10 de abril de 2003    | 12 de abril de 2005    | Res Publica                   |
| 15 | Andrus Ansip              | 12 de abril de 2005    | 26 de março de 2014    | Partido Reformista Estoniano  |
| 16 | Taavi Rõivas              | 26 de março de 2014    | 23 de novembro de 2016 | Partido Reformista Estoniano  |
| 17 | Jüri Ratas                | 23 de novembro de 2016 | 26 de janeiro de 2021  | Partido de Centro Estoniano   |
| 18 | Kaja Kallas               | 26 de janeiro de 2021  | 23 de julho de 2024    | Partido Reformista Estoniano  |
| 19 | Kristen Michal            | 23 de julho de 2024    | presente               | Partido Reformista Estoniano  |